# Vlag van Oaxaca

Vlag van Oaxaca (ratio 4:7)

De niet-officiële vlag van Oaxaca toont het wapen van Oaxaca centraal op een witte achtergrond, waarbij de hoogte-breedteverhouding van de vlag net als die van de Mexicaanse vlag 4:7 is.
Net als de meeste andere staten van Mexico heeft Oaxaca geen officiële vlag, maar wordt de hier rechts afgebeelde vlag op niet-officiële wijze gebruikt.

## Vlaggen van gemeenten

Vlag van Santiago Matatlán